# Franciszek Wład
Franciszek Seweryn Wład (Ottynia, 17 ottobre 1888 – Januszew, 18 settembre 1939) è stato un generale polacco, già distintosi come ufficiale nel corso della prima guerra mondiale, e poi nella guerra sovietico-polacca.  Nell'ottobre 1935 fu nominato comandante del 14ª Divisione fanteria che diresse in guerra dal 1 al 18 settembre. Insignito due volte dell'Ordine Virtuti militari.

## Biografia
Nacque a il Ottynia, vicino a Stanisławów, allora parte dell'Impero austro-ungarico, 17 ottobre 1888, figlio di Dymitr, un funzionario delle ferrovie, e di Eleanor Richling. Nel 1907 si laureò al Corpo dei Cadetti di Košice e iniziò a prestare servizio nell'Imperiale e regio esercito austro-ungarico. Nel 1910 fu promosso al grado di sottotenente di fanteria come comandante di compagnia. Durante le fasi iniziali della prima guerra mondiale fu promosso tenente, prese parte alle battaglie con l'esercito imperiale russo in Galizia, distinguendosi in quella di copertura nella Piccola Polonia orientale e in quella di Lviv nella zona di Gniła Lipa dove fu catturato il 27 agosto 1914. Deportato in Siberia, fuggì dalla prigionia e attraverso la Cina, il Giappone e gli Stati Uniti d'America arrivò in Inghilterra dove fu internato. Nel 1916, a seguito di uno scambio di prigionieri di guerra, ritornò in servizio nell'Imperiale e regio esercito e combatté sul fronte italiano in forza alla 6ª Divisione fanteria. Dopo il collasso dell'Impero austro-ungarico, il 29 novembre 1918, insieme a Tadeusz Kutrzeba, fu accettato in servizio nell'esercito polacco con l'approvazione del suo grado di capitano e assegnato allo Stato maggiore. Durante la guerra sovietico-polacca ricoprì incarichi di stato maggiore. Negli anni 1919-1921, insieme a Tadeusz Kasprzycki e Jan Jagmin-Sadowski, studiò all'École supérieure de la guerre francese di Parigi. Il 1° settembre 1921, terminati gli studi, ricevette il diploma dei ufficiale di stato maggiore francese (Brevet d'état-major). Ritornato in Patria, fu assegnato al Terzo Reparto dello Stato Maggiore Generale Promosso maggiore il 19 febbraio 1921, divenne tenente colonnello il 3 maggio 1922, e colonnello 1 dicembre 1924. Nel gennaio 1923, il Ministro degli Affari Militari, su richiesta del Capo di Stato Maggiore Generale, gli concesse la piena idoneità per prestare servizio negli incarichi di stato maggiore generale.
Il 15 ottobre 1926 assunse il comando del 1 Pułk Strzelców Podhalańskich a Nowy Sącz. Il 18 marzo 1927 fu nominato comandante della 25ª Divisione fanteria a Kalisz e il 28 ottobre 1930 comandante della 14ª Divisione fanteria della Grande Polonia a Poznań. Il 21 dicembre 1932 il presidente della Repubblica di Polonia, Ignacy Mościcki, lo promosse generale di brigata. Sotto il suo comando 14ª Divisione fanteria ebbe la reputazione di essere una delle migliori unità di questo tipo dell'esercito polacco, e il colonnello Stefan Rowecki, valutando i comandanti polacchi nel maggio 1939, scrisse: "Intelligente, grande addestratore.... Nel corso del 1939, indipendentemente dal comando della 14ª Divisione fanteria, organizzò anche la Brigata di difesa nazionale della Grande Polonia. 
Nella guerra difensiva del 1939 comandò la 14ª Divisione fanteria in forza all'Armata "Poznań". Come unità operativa dell'Armata "Poznań", aveva il compito di difendere Poznań e poi il confine Kruszwica-Warta. Durante i primi due giorni di guerra la grande unità si trovava schierata nella zona difensiva di Poznań, e i combattimenti contro le schiaccianti forze tedesche ebbero luogo a Rawicz e Leszno e nella zona di Zbąszyń e Międzychód. Nella notte tra il 2 e il 3 settembre la 14ª Divisione
fanteria fu trasferita nelle vicinanze della città di Swarzędz. Poi, dal 3 al 9 settembre, la Divisione si trasferì nell'area di concentramento di Kutno. Il 9 settembre il generale ricevette l'ordine di attaccare il nemico lungo l'asse Piątek-Stryków come parte del gruppo operativo del generale Edmund Knoll-Kownacki. Dopo i significativi successi iniziali, incluso la sconfitta della 30. Infanterie-Division tedesca, a causa dello schiacciante vantaggio numerico delle forze attaccanti, le forze polacche si dispersero e la 14ª Divisione fanteria perse le sue capacità operative. Il 17 settembre egli emise il suo ultimo ordine scritto ai comandanti dei reggimenti di fanteria a lui subordinati: Non sono in grado di concentrare la divisione e comandare l'intera unità nelle condizioni attuali. Ordino ai comandanti del reggimento... attraversare il fiume Bzura fino all'area di Witkowice e sfondare l'anello nemico circostante fino alla foresta di Kampinos e oltre a Varsavia. Insieme al suo stato maggiore e ai resti del 58º Reggimento fanteria, decise di forzare le linee nemiche passando il fiume Bzura. Il 17 settembre, la sua unità fu attaccata dal pesante fuoco dell'artiglieria tedesca nelle foreste vicino a Iłówsul fiume Bzura. Il generale rimase gravemente ferito alla testa dal frammento di una granata d'artiglieria il giorno 18. Morì nella casetta della guardia forestale di Januszew vicino a Kamion. Prima di morire riuscì a dettare una lettera alla moglie: Ti penso costantemente... Muoio per la Polonia. Cresci nostro figlio affinché diventi un polacco coraggioso. Mi sono confessato. Frank. La lettera originale è esposta nel Museo della regione di Sochaczew e del campo di battaglia del fiume Bzura a Sochaczew.
La salma venne sepolta nel cortile della chiesa di Iłów alla presenza di un picchetto d'onore tedesco. Dopo la guerra, le sue ceneri furono riesumate e tumulate nel Cimitero militare Powązki di Varsavia (sezione A21-mezzocerchio-1/2). Sposato con Laura Włodzimirsk, la coppia ebbe un figlio, Zdzisław Marcin.
Negli anni settanta del XX secolo una delle strade di Iłów prese il nome dal generale Wład. Nel 2004 la scuola elementare di Kamion è stata intitolata al generale Franciszek Wład e dal 26 luglio 2008 la Scuola per sottufficiali delle forze terrestri della Wielkopolska a Poznań è stata intitolata al generale di brigata Franciszek Seweryn Wład.

### Fonti
1. 1 2 3 4 5 6 7 8 9 10 11 12 13 14 15 16 17 18 19  Pkmlok.
2. 1 2 3 4 5  Bohaterowie 1939.
3. 1 2 3 4 5 6 7 8 9 10 11 12 13 14  Patron.
4. ↑  Dziennik Rozporządzeń MSWojsk. Nr 9 z 7 grudnia 1918 r., poz. 179, 191.
5. ↑  Dz. Pers. MSWojsk. ↓, Nr 7 z 26 stycznia 1923 roku, p. 69.
6. ↑  Dziennik Personalny MSWojsk. Nr 9 z 5 marca 1921 r., poz. 253.
7. ↑  Polak 1993, p. 158.
8. 1 2  Spkamion.
9. ↑  Łukomski, Polak, Suchcitz 1997, p. 374.
10. ↑  Dziennik Personalny MSWojsk. Nr 131 z 17 grudnia 1924 r., p. 730.
11. ↑  Dziennik Personalny MSWojsk. Nr 9 z 1926 r., p. 45.
12. ↑  Dziennik Personalny MSWojsk. Nr 12 z 6 sierpnia 1929 r., p. 238.